# The Black Eyed Peas
The Black Eyed Peas [ˌblæk.aɪd.ˈpiːz] (dt.: Die Schwarzaugenbohnen) ist eine US-amerikanische Hip-Hop-Gruppe aus Los Angeles.
Der Musikgruppe gelang nach dem Einstieg von Stacy Ferguson 2003 mit ihrem dritten Album Elephunk der Durchbruch beim Massenpublikum und sie konnte auch mit dem 2005 erschienenen Album Monkey Business Erfolge feiern. Beide Alben erhielten aufgrund ihrer Verkaufszahlen Gold-Auszeichnungen.

## Musikalische Karriere

### Anfänge

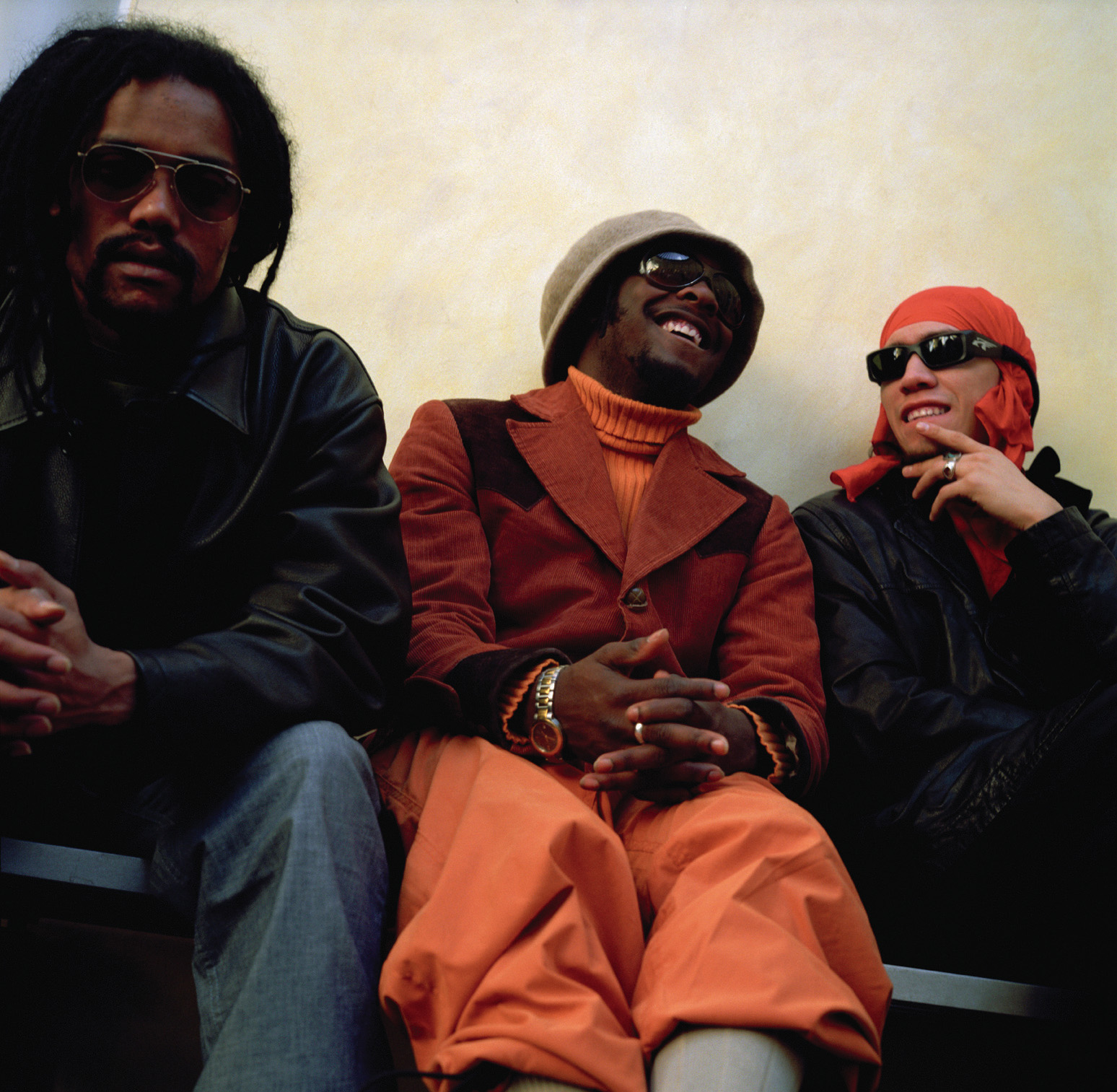
Die Black Eyed Peas in Hamburg (2000)

Nach ersten gemeinsamen Auftritten rund um Los Angeles unterzeichneten die Gründungsmitglieder apl.de.ap, will.i.am und Dante Santiago 1989 unter dem Namen Atban Klann (A Tribe Beyond A Nation) ihren ersten Plattenvertrag bei Ruthless Records, dem Plattenlabel des früheren Rappers Eazy-E. Das innerhalb mehrerer Jahre zusammen erarbeitete Studioalbum sollte jedoch nie seinen Weg in die Plattenläden finden; die generell positiven Texte des Trios passten nach Ansicht der Vorsitzenden nicht zum Image von Ruthless Records.
Mit dem AIDS-Tod von Eazy-E im Sommer 1995 erfuhr auch die Besetzung Atban Klanns erstmals einer Wandlung. Santiago verließ die Band und wurde von dem Mexikaner Jaime Gomez (später Taboo) ersetzt; mit der Backgroundsängerin Kim Hill stieß die erste weibliche Interpretin zur Band hinzu, welche sich von nun an The Black Eyed Peas nannte. Im Gegensatz zum überaus populären Gangsta-Rap zur damaligen Zeit machte die Band sich Mitte der 1990er neben Ozomatli und Jurassic 5 vor allem als reiner Live-Act auf lokaler Ebene einen Namen.

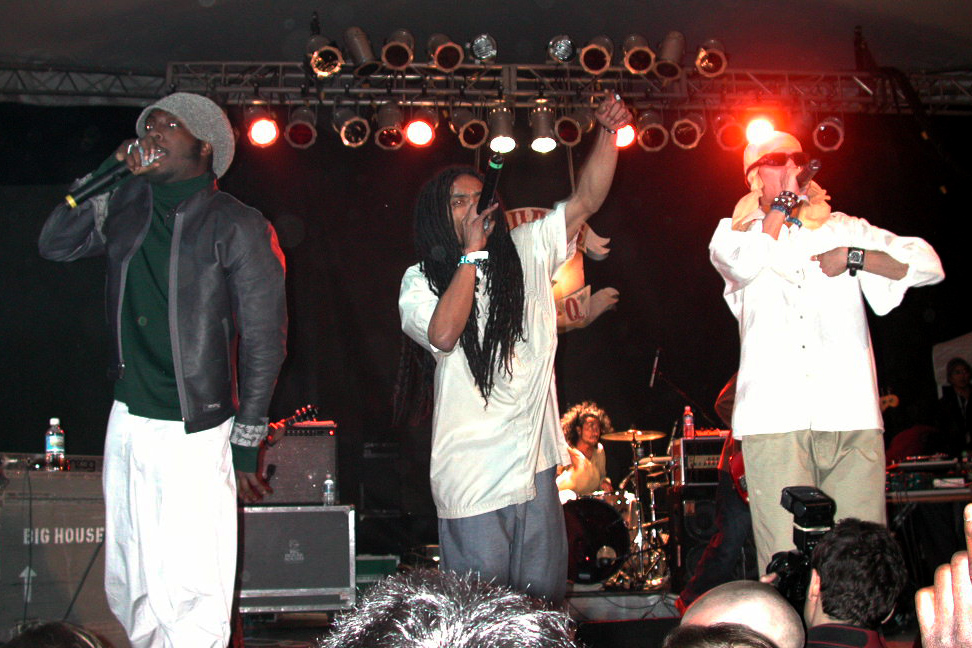
will.i.am, apl.de.ap und Taboo live im Jahr 2001

1997 gelang es der Band schließlich, einen zweiten Plattenvertrag bei Interscope Records zu unterzeichnen. Nur ein Jahr später erschien mit Behind The Front das Debütalbum der Band. Die Platte entwickelte sich zu einem bescheidenen Erfolg, fuhr der Gruppe jedoch auch Lob für ihre alternative Interpretation von Hip-Hop ein, zu der auch die Singles Joints & Jam und Fallin’ Up zählten. 2000 veröffentlichte Interscope schließlich das ähnlich erfolgreiche Nachfolgewerk Bridging The Gap, welches mit der Macy-Gray-Kollaboration Request + Line auch erste kommerzielle Erfolge hervorbrachte.

### Elephunk
2003 stieß, nach dem Ausscheiden von Kim Hill, die Sängerin Stacy „Fergie“ Ferguson zu The Black Eyed Peas. Obwohl Ferguson zunächst nur als Gastinterpretin eingeplant war, überredeten will.i.am, apl.de.ap und Taboo sie später, der Band als vollwertiges Mitglied beizutreten. Zeitgleich veröffentlichte die Band mit Elephunk ihr drittes, bis dato erfolgreichstes Album. Es verkaufte sich weltweit mehr als 7 Millionen Mal und machte das Quartett innerhalb weniger Monate zu einem der bekanntesten und erfolgreichsten Acts des Jahres.
Mit den ausgekoppelten Singles Shut Up, Hey Mama und Let’s Get It Started hielt man sich indes bis Ende 2004 regelmäßig in den oberen Charträngen. Insbesondere aber die erste Single Where Is the Love?, eine Kollaboration mit Justin Timberlake, trug maßgeblich zum Erfolg des Albums bei, entwickelte sich der Anti-Kriegs-Song doch geradewegs zu einem weltweiten Hit, der in Deutschland, Österreich, in der Schweiz, Großbritannien, Australien, Kanada, Neuseeland und einer Reihe weiterer Nationen unmittelbar Platz 1 der Singlecharts erreichte. Letztlich wurde der Song sogar mit zwei Grammy-Nominierungen bedacht, darunter in der Kategorie Record of the Year.

### Monkey Business
2005 veröffentlichte die Band ihr viertes Album Monkey Business. Die Platte übertraf den Erfolg der Vorgänger mit 10 Millionen verkaufter Einheiten ein weiteres Mal und bescherte The Black Eyed Peas auch in den USA den langersehnten Durchbruch. Mit Don’t Phunk With My Heart, Don’t Lie, My Humps und Pump It verbuchte die Gruppe indes vier weitere Top-10-Hits bzw. regionale Nummer-1-Hits. Für Don’t Phunk With My Heart, Don’t Lie, My Humps und Gone Going wurden sie insgesamt für fünf Grammys nominiert, wobei sie zwei gewannen. Im Jahr 2005 startete die Monkey-Business-Tour, bei der die Band auf der ganzen Welt in ausverkauften Hallen spielte.
Im Juni 2006 veröffentlichten The Black Eyed Peas gemeinsam mit ihrem Labelkollegen Sérgio Mendes schließlich eine Neuinterpretation des Klassikers Mas que nada. Die von will.i.am produzierte Neuauflage entwickelte sich im Laufe des Sommers insbesondere in Europa zu einem weiteren Erfolg für die Band, deren Mitglieder sich in der Zeit danach in erster Linie auf Soloprojekte konzentrierten.

### The E.N.D.

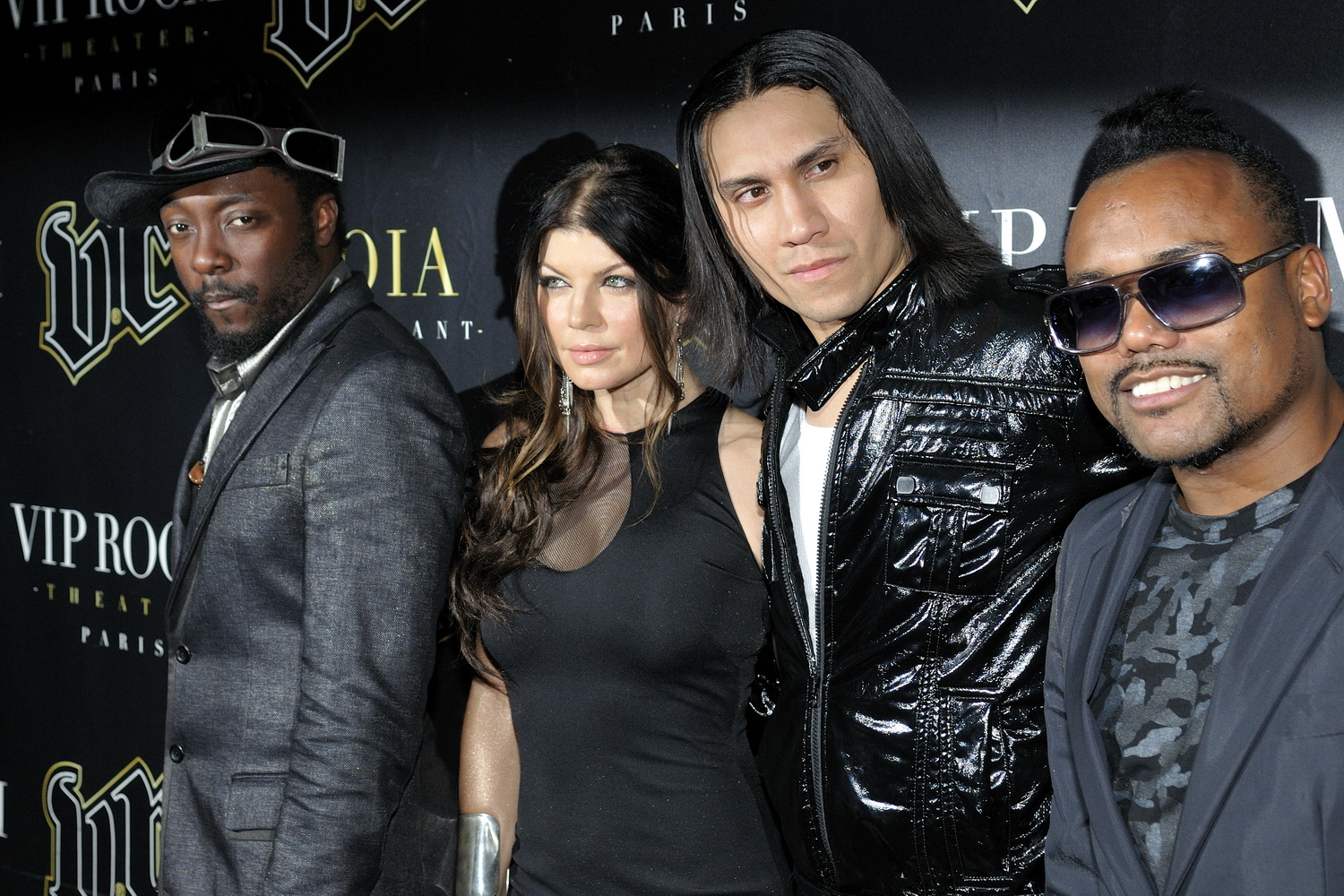
Die Black Eyed Peas im Juni 2009, damals noch mit Sängerin Fergie

Das fünfte Studioalbum der Black Eyed Peas The E.N.D. (Abkürzung für The Energy Never Dies) erschien am 4. Juni 2009. Als erste Single wurde vorab Boom Boom Pow veröffentlicht, das erneut international zu einem Hit avancierte.
Musikkritiker werten die fortgeführte Entwicklung der Band von einer „einstmals interessanten Crew“ hin zu einer „radiotauglichen“ Mainstream-Popgruppe eher negativ. Das partytaugliche Album werde zwar sicherlich kommerziell erfolgreich sein, die Texte aber seien „sinnentleert“, die Auto-Tune-Gesänge schon längst „überstrapaziert“.
Die zweite Auskoppelung aus dem Album, I Gotta Feeling, konnte an den Erfolg der vorhergehenden Single anschließen und schaffte es, sich unter anderem in den Vereinigten Staaten und Großbritannien auf dem obersten Rang in den Charts zu platzieren. In den USA stieß die zweite Single den Vorgänger Boom Boom Pow von der Spitze der Charts. Später stellten sie damit einen neuen Rekord auf, als erster Interpret blieben sie 26 Wochen durchgehend auf Platz 1. Auch in Österreich und später in der Schweiz wurde das Lied zum Nummer-eins-Hit.
Meet Me Halfway war die dritte Singleauskopplung aus The E.N.D. sie wurde am 2. Juni 2009 als Teil des „Countdown to The E.N.D.“ als dritte und letzte Promotion-Single zu The E.N.D. veröffentlicht und erreichte in Deutschland und Großbritannien Platz 1, in den Vereinigten Staaten jedoch nur Platz 7.
Genau wie „Meet Me Halfway“, wurde auch „Imma Be“ bereits als Promotion-Single im Laufe des „Countdown to The E.N.D.“ am 19. Mai 2009 veröffentlicht. Aufgrund von starken Downloads konnte die Single nach der Promotion-Veröffentlichung bis auf Platz 50 der Billboard Charts steigen.
„Imma Be“ wurde am 15. Dezember 2009 an US-amerikanische Radiostationen gesendet.
Der Song wurde Black Eyed Peas dritter Nummer-eins-Hit in den USA aus diesem Album.

### The Beginning
Das 6. Studioalbum The Beginning wurde am 26. November 2010 veröffentlicht. Die 1. Single „The Time (Dirty Bit)“ wurde erstmals am 21. Oktober 2010 durch will.i.am im Internet bekannt gemacht. Am 5. November 2010 erschien es als Download. Der Song ist ein Remake von „(I’ve Had) The Time of My Life“ aus dem Film Dirty Dancing. Laut The Big Issue planen die Peas ein 3D-Filmprojekt mit Regisseur James Cameron. Außerdem gaben sie bekannt, im Februar 2011 bei dem Super Bowl XLV aufzutreten. Am 18. Februar 2011 wurde die zweite Singleauskoppelung, Just Can’t Get Enough, veröffentlicht. Das zugehörige Musikvideo wurde in Tokio nur eine Woche vor dem Tōhoku-Erdbeben gedreht und enthält eine Widmung an alle Menschen in Japan. Es wurde am 16. März 2011 veröffentlicht. Dritte Single wurde Don’t Stop the Party, die allerdings nicht an den Erfolg der Vorgänger anknüpfen konnte.
Von November 2011 bis Januar 2013 war die Band in einer Pause, in der die Mitglieder eigene Projekte verfolgen wollten.
Ende Januar 2013 gab will.i.am bekannt, dass die „kreative“ Pause vorbei sei und man nun zusammen an neuen Projekten arbeiten möchte.
Am 3. Juni 2017 traten The Black Eyed Peas beim UEFA-Champions-League-Finale 2017 in Cardiff auf, einen Tag später beim Benefizkonzert One Love Manchester.
Im August 2017 bestätigte Fergie, dass sie die Band verlassen habe und sich auf ihre Solo-Karriere konzentrieren wolle.

### Masters of the Sun
Das siebte Studioalbum "Masters of the Sun Vol. 1" wurde am 26. Oktober 2018 digital und nachträglich am 9. November 2018 als CD veröffentlicht. Der Name des Projektes orientiert sich an dem Comic "Black Eyed Peas Present: Masters of the Sun: The Zombie Chronicles", welches am 8. August 2017 veröffentlicht wurde. Wie schon die im Laufe des Jahres digital veröffentlichten Tracks "Street Livin", "Ring the Alarm Pt. 1, 2 & 3", "Constant Pt. 1 & 2" und "Get It" andeuteten, kehrt die Band mit diesem Projekt zu ihren Wurzeln als Trio mit ihrer alternativen Interpretation von Hip-Hop sowie mit Background-Sängerin zurück. Zeitnah zur Ankündigung des Albums folgte das auch die erste offizielle Single "Big Love", welche aber auch nur digital veröffentlicht wurde. Auf "Masters of the Sun Vol. 1" ist die philippinische Sängerin Jessica Reynoso, welche von apl.de.ap bei "The Voice Philippines" entdeckt, und später dann will.i.am & Taboo vorgestellt wurde, auf den meisten Tracks zu hören. Außerdem sind Features namens "4EVER" mit der Sängerin Esthero, welche aus den beiden ersten Alben der Band bekannt sein dürfte, "Dopeness" mit der koreanischen Rapperin/Sängerin CL, sowie "All Around The World" mit den Rappern Phife Dawg, Posdnuos und Ali Shaheed Muhammad auf dem Album zu hören. Kurz nach Veröffentlichung des Albums startete die Band plus Jessica Reynoso ihre "Masters of the Sun Tour" in Europa, bevor sie im Jahr 2019 weitere Termine weltweit erwarten. Der Erfolg des Albums blieb aus, lediglich in der Schweiz und Frankreich konnte es sich in den Charts platzieren.

### Konfrontativer Auftritt in Polen 2022
Zum Jahreswechsel 2022/23 trat die Band im direkt aus dem Kurort Zakopane übertragenen Silvesterprogramm des staatlichen Fernsehsenders TVP auf. Die Musiker hatten dabei Armbinden in Regenbogenfarben angelegt, was die oppositionellen polnischen Medien als Protest gegen die Kampagne der Regierungspartei PiS gegen die LGBT-Community ansahen.

## Bandmitglieder

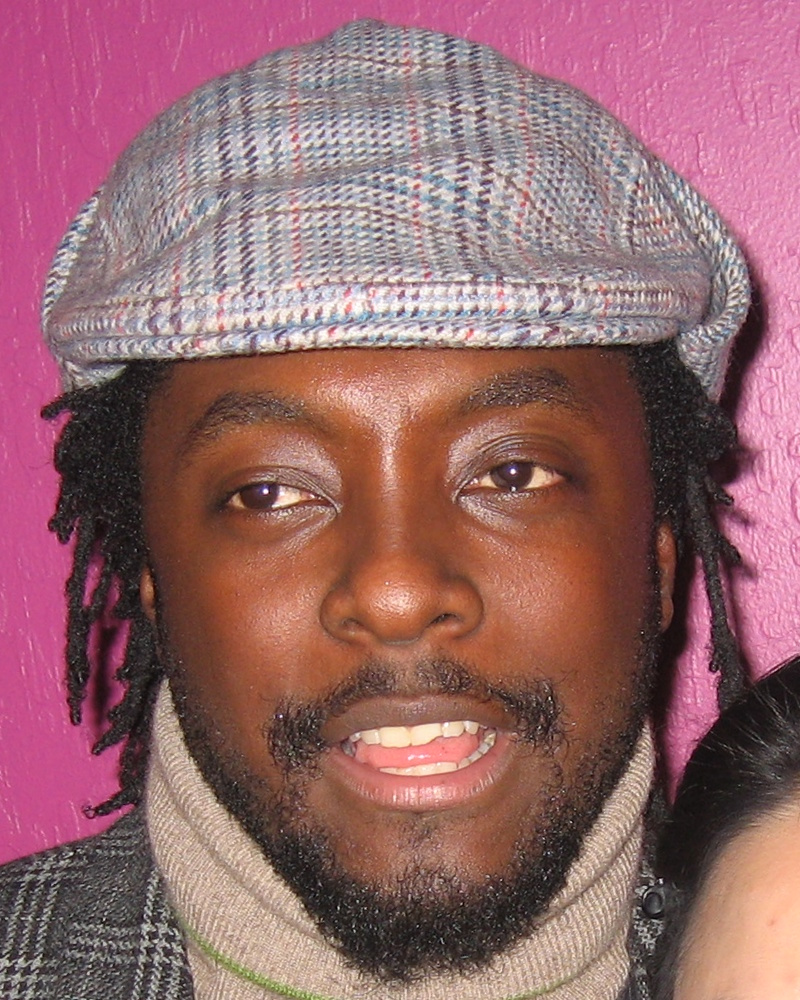
will.i.am im Jahr 2008
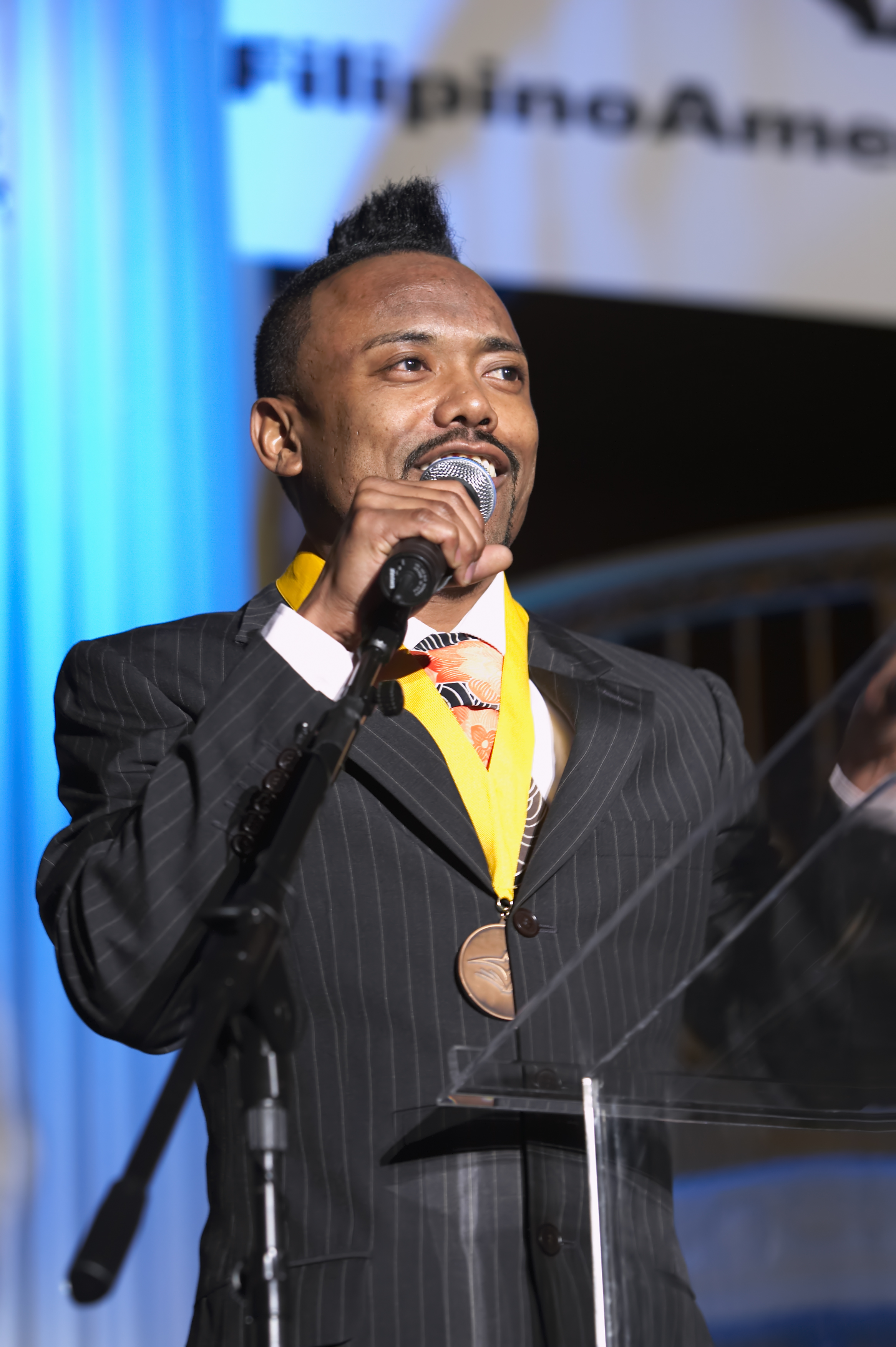
apl.de.ap bei einer Preisverleihung 2006
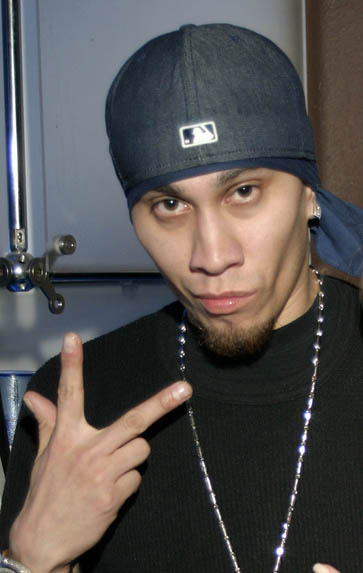
Taboo im Jahr 2005

### will.i.am
will.i.am wurde am 15. März 1975 unter dem Namen William Adams in Los Angeles geboren. Neben seiner Arbeit als Mitglied von The Black Eyed Peas ist er auch als Produzent für andere Künstler tätig, besitzt eine eigene Modemarke, eine eigene Elektronikmarke namens "i.am+", und ist politisch aktiv. Auch als Solokünstler feierte er Erfolge. Von 2009 bis 2012 veröffentlichte er sporadisch Tracks unter dem Pseudonym Zuper Blahq.

### apl.de.ap
apl.de.ap wurde am 28. November 1974 in Angeles City/Philippinen geboren. Sein richtiger Name ist Allan Pineda-Lindo. apl wurde gleich nach seiner Geburt in Manila adoptiert. Mit seiner Adoptivmutter Christina Pineda kam er mit 14 Jahren nach Los Angeles. Als er 17 war, suchte er auf eigene Faust seine leibliche Mutter und fand sie schließlich in Manila.

### Taboo
Taboo wurde am 14. Juli 1975 in Los Angeles geboren. Sein richtiger Name ist Jaime Luis Gómez.
Taboo ist Mexikaner mit indigenen Wurzeln des Chaconey-Stamms. 2005 war Taboo als Gast auf Ricky Martins Album Life beim Song Drop It on Me vertreten.

## Diskografie
Studioalben

| Jahr | Titel Musiklabel                                 | Höchstplatzierung, Gesamtwochen, AuszeichnungChartplatzierungen (Jahr, Titel, Musiklabel, Platzierungen, Wochen, Auszeichnungen, Anmerkungen) | Höchstplatzierung, Gesamtwochen, AuszeichnungChartplatzierungen (Jahr, Titel, Musiklabel, Platzierungen, Wochen, Auszeichnungen, Anmerkungen) | Höchstplatzierung, Gesamtwochen, AuszeichnungChartplatzierungen (Jahr, Titel, Musiklabel, Platzierungen, Wochen, Auszeichnungen, Anmerkungen) | Höchstplatzierung, Gesamtwochen, AuszeichnungChartplatzierungen (Jahr, Titel, Musiklabel, Platzierungen, Wochen, Auszeichnungen, Anmerkungen) | Höchstplatzierung, Gesamtwochen, AuszeichnungChartplatzierungen (Jahr, Titel, Musiklabel, Platzierungen, Wochen, Auszeichnungen, Anmerkungen) | Anmerkungen                                                   |
| Jahr | Titel Musiklabel                                 | DE | AT | CH | UK | US | Anmerkungen                                                   |
| ---- | ------------------------------------------------ | --- | --- | --- | --- | --- | ------------------------------------------------------------- |
| 1998 | Behind the Front Interscope Records              | — | — | — | — | US129 (9 Wo.)US | Erstveröffentlichung: 30. Juni 1998                           |
| 2000 | Bridging the Gap Interscope Records              | DE82 (2 Wo.)DE | — | — | — | US67 (5 Wo.)US | Erstveröffentlichung: 26. September 2000 Verkäufe: + 7.500    |
| 2003 | Elephunk A&M Records                             | DE6 Platin · (54 Wo.)DE | AT3 Gold · (50 Wo.)AT | CH1 Platin · (76 Wo.)CH | UK3 ×5Fünffachplatin · (76 Wo.)UK | US14 ×4Vierfachplatin · (106 Wo.)US | Erstveröffentlichung: 24. Juni 2003 Verkäufe: + 8.500.000     |
| 2005 | Monkey Business A&M Records • Interscope Records | DE1 Platin · (60 Wo.)DE | AT2 Gold · (47 Wo.)AT | CH1 ×2Doppelplatin · (67 Wo.)CH | UK4 ×3Dreifachplatin · (72 Wo.)UK | US2 ×5Fünffachplatin · (73 Wo.)US | Erstveröffentlichung: 27. Mai 2005 Verkäufe: + 10.000.000     |
| 2009 | The E.N.D. Interscope Records                    | DE2 ×2Doppelplatin · (… Wo.)DE | AT5 (53 Wo.)AT | CH2 ×2Doppelplatin · (66 Wo.)CH | UK3 ×5Fünffachplatin · (93 Wo.)UK | US1 ×6Sechsfachplatin · (114 Wo.)US | Erstveröffentlichung: 3. Juni 2009 Verkäufe: + 11.000.000     |
| 2010 | The Beginning Interscope Records                 | DE2 Gold · (37 Wo.)DE | AT7 Gold · (23 Wo.)AT | CH3 Platin · (39 Wo.)CH | UK8 Platin · (32 Wo.)UK | US6 Platin · (40 Wo.)US | Erstveröffentlichung: 26. November 2010 Verkäufe: + 3.000.000 |
| 2018 | Masters of the Sun, Vol. 1 Interscope Records    | — | — | CH55 (2 Wo.)CH | — | — | Erstveröffentlichung: 26. Oktober 2018                        |
| 2020 | Translation Epic Records                         | DE57 (2 Wo.)DE | AT45 (2 Wo.)AT | CH11 (5 Wo.)CH | — | US52 (8 Wo.)US | Erstveröffentlichung: 19. Juni 2020 Verkäufe: + 170.000       |
| 2022 | Elevation Epic Records                           | — | — | — | — | — | Erstveröffentlichung: 11. November 2022 Verkäufe: + 37.000    |

## Auszeichnungen
- Grammys
  - 2005: für „Best Rap Performance by a Duo or Group“ (Let’s Get It Started)
  - 2006: für „Best Rap Performance by a Duo or Group“ (Don’t Phunk With My Heart)
  - 2007: für „Best Pop Performance by a Duo or Group with Vocals“ (My Humps)
  - 2010: für „Best Pop Performance by a Duo or Group with Vocals“ (I Gotta Feeling)
  - 2010: für „Best Pop Vocal Album“ (The E.N.D.)
  - 2010: für „Best Short Form Music Video“ (Boom Boom Pow)

- MTV Europe Music Awards
  - 2005: für „Best Pop Artist“

- MTV Video Music Awards
  - 2006: für „Best Hip-Hop Video“ (My Humps)

- Bravo Otto
  - 2003: „Gold“ in der Kategorie „Hip-Hop International“
  - 2004: „Silber“ in der Kategorie „Hip-Hop International“
  - 2005: „Bronze“ in der Kategorie „Hip-Hop International“

- NRJ Award
  - 2005: für „Internationales Album des Jahres“ (Elephunk)
  - 2006: für „Internationales Album des Jahres“ (Monkey Business)
  - 2006: für „Internationale Gruppe des Jahres“
  - 2010: für „Internationaler Song des Jahres“ (I Gotta Feeling)
  - 2011: für „Internationale Gruppe des Jahres“
  - 2011: für „Konzert des Jahres“

- Swiss Music Awards
  - 2010: Best Album Urban International (The E.N.D)

- World Music Awards
  - World’s Best Pop Artist: Black Eyed Peas
  - World’s Best R&B Artist: Black Eyed Peas
  - World’s Best Hip Hop Artist: Black Eyed Peas

## Belege
1. 1 2  The Black Eyed Peas | Biography & History. In: allmusic.com. Abgerufen am 17. August 2020 (englisch).
2. ↑  Black Eyed Peas speak about current hiatus | NME. In: NME.com. 28. November 2011, abgerufen am 17. August 2020 (englisch).
3. ↑  Black Eyed Peas „Elephunk“ in der IFPI-Datenbank  DE AT CH UK US
4. ↑  Black Eyed Peas „Monkey Business“ in der IFPI-Datenbank  DE AT CH UK US
5. 1 2  Dani Fromm auf laut.de über „The E.N.D“, Juni 2009
6. ↑  burnermag.ch: „Review: Black Eyed Peas – The E.N.D. (The Energy Never Dies)“, 8. Juni 2009
7. 1 2  The L.A. Times music blog: „Album review: Black Eyed Peas' 'The E.N.D.'“, 2. Juni 2009
8. ↑  newsday.com: „Music review – The Black Eyes Peas' The E.N.D“, 8. Juni 2009
9. ↑  acharts.us (abgerufen am 19. Januar 2011)
10. ↑  radio1.gr (Memento des Originals vom 18. Oktober 2015 im Internet Archive)  Info: Der Archivlink wurde automatisch eingesetzt und noch nicht geprüft. Bitte prüfe Original- und Archivlink gemäß Anleitung und entferne dann diesen Hinweis. (abgerufen am 19. Januar 2011)
11. ↑  blackeyedpeas.com (Memento vom 23. November 2010 im Internet Archive) (abgerufen am 19. Januar 2011)
12. ↑  blackeyedpeas.com (Memento vom 25. Dezember 2010 im Internet Archive) (abgerufen am 19. Januar 2011)
13. ↑  Musikvideo zu Just Can't Get Enough auf YouTube
14. ↑  Fergie spricht erstmals über den Ausstieg bei den Black Eyed Peas, big.fm, zuletzt abgerufen am 10. Januar 2017
15. ↑  "Sylwester Marzeń" w Zakopanem. Muzycy Black Eyed Peas wyszli na scenę z tęczowymi opaskami i wsparli osoby LGBT wyborcza.pl, 31. Dezember 2022.
16. ↑  Übersicht über Songs als Zuper Blahq
17. 1 2 3  Archivierte Kopie (Memento vom 13. April 2012 im Internet Archive)
18. ↑  The Black Eyed Peas to Release Brand-New Album — The Beginning — On November 30th, 2010. In: PR Newswire. Interscope Records, 26. Oktober 2010, abgerufen am 25. Januar 2017.